# Burg Werdenfels
Die Ruine der Burg Werdenfels liegt etwa 80 Meter über dem Loisachtal zwischen Garmisch und Farchant im Landkreis Garmisch-Partenkirchen in Oberbayern. Die Spornburg diente bis 1632 als Verwaltungsmittelpunkt der Grafschaft Werdenfels und begann danach zu zerfallen.
Die frei zugängliche Burgruine bietet als beliebtes Wanderziel eine gute Aussicht auf Garmisch-Partenkirchen und das Wettersteingebirge.

## Geografische Lage
Die Burg befindet sich auf 795 m ü. NN nordwestlich von Garmisch-Partenkirchen auf einem östlichen Ausläufer der Kramerspitz in den Ammergauer Alpen. Sie liegt etwa 80 Höhenmeter über dem Talboden und lässt sich bequem auf gut beschilderten Wegen erwandern. Von Nordosten bis Südosten fällt das Gelände mit Felsen steil in das Tal ab, während südwestlich der Burg das Gelände rasch ansteigt. Diese typische Burgenlage ermöglichte eine Fernüberwachung der wichtigen Handelsstraße im Tal (Via Imperii), ein direktes Eingreifen war jedoch nicht möglich, da die Burg zu weit entfernt war.

## Geschichte
Der Gründungszeitpunkt der Burg wird in der Burgenforschung kontrovers diskutiert. Die Erbauung dürfte jedoch zwischen den Jahren 1180 und 1230 anzusetzen sein. Der Bauherr und die Zweckbestimmung der ursprünglichen Anlage sind ebenfalls unbekannt.
Ab 1249 befand sich die Veste im Besitz des Hochstiftes Freising und wurde mit Burghütern oder Pflegern besetzt. 1294 übergab Graf Berthold III. von Eschenlohe dem Hochstift einen Teil seiner Grafschaft und wurde dafür zum Burghüter bestellt. Nach der Gründung der freisingischen Grafschaft Werdenfels diente die Burg als Pflegamts- und Gerichtssitz. Allerdings nahmen nicht alle Pfleger ihren Wohnsitz auf der Burg. Die Grafschaft galt allgemein als „das beste Stuckh des Reichsfürstenthumbs Freising“ (Karl Meichelbeck). Sie lieferte „Gämbs, rotes und Feder-Wildpräth... Holtz, Marmor“, die auf den Flüssen Isar und Loisach direkt bis in die Domstadt transportiert werden konnten.
Im 15. Jahrhundert mussten die Freisinger die Anlage aus Geldnot mehrmals verpfänden. Der bauliche Zustand der Burg scheint sich bis zum Anfang des 17. Jahrhunderts derart verschlechtert zu haben, dass der Pflegsitz 1632 in ein neues Amtshaus auf der „Wang“ verlegt wurde. Ab 1676 beutete man die Veste als Steinbruch aus. So wurden etwa zahlreiche Burgsteine beim Neubau der barocken Pfarrkirchen von Farchant und Garmisch wiederverwendet.
Im Zuge der Säkularisation kamen Burg und Grafschaft an das Königreich Bayern. Die etwa 5000 Bewohner der ehemals reichsunmittelbaren Herrschaft konnten sich anfangs nur schwer an ihre neuen Herren gewöhnen. Aus dem Jahr 1806 ist die Klage eines Münchner Beamten überliefert, dass „viele Werdenfelßer noch keine Bairischen Herzen haben!“
1822 erwarb der bayerische Staatsrat Ignaz von Rudhart die Ruine, die sich seitdem in Privatbesitz befindet.
1905/06 wurden die Mauern gesichert und teilweise rekonstruiert. Nach einer Mauerkronensicherung in den Jahren 1961/63 begannen schließlich 1986 weitere Sanierungsmaßnahmen, die seitdem in kleineren Abschnitten weitergeführt werden.

## Beschreibung

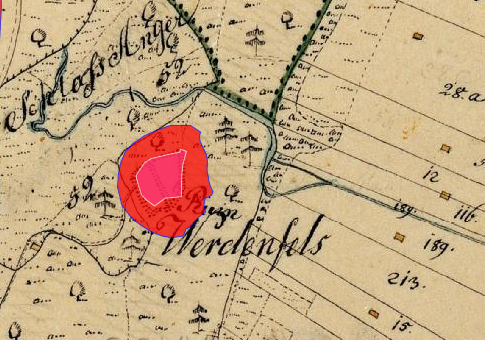
Lageplan von Burg Werdenfels auf dem Urkataster von Bayern

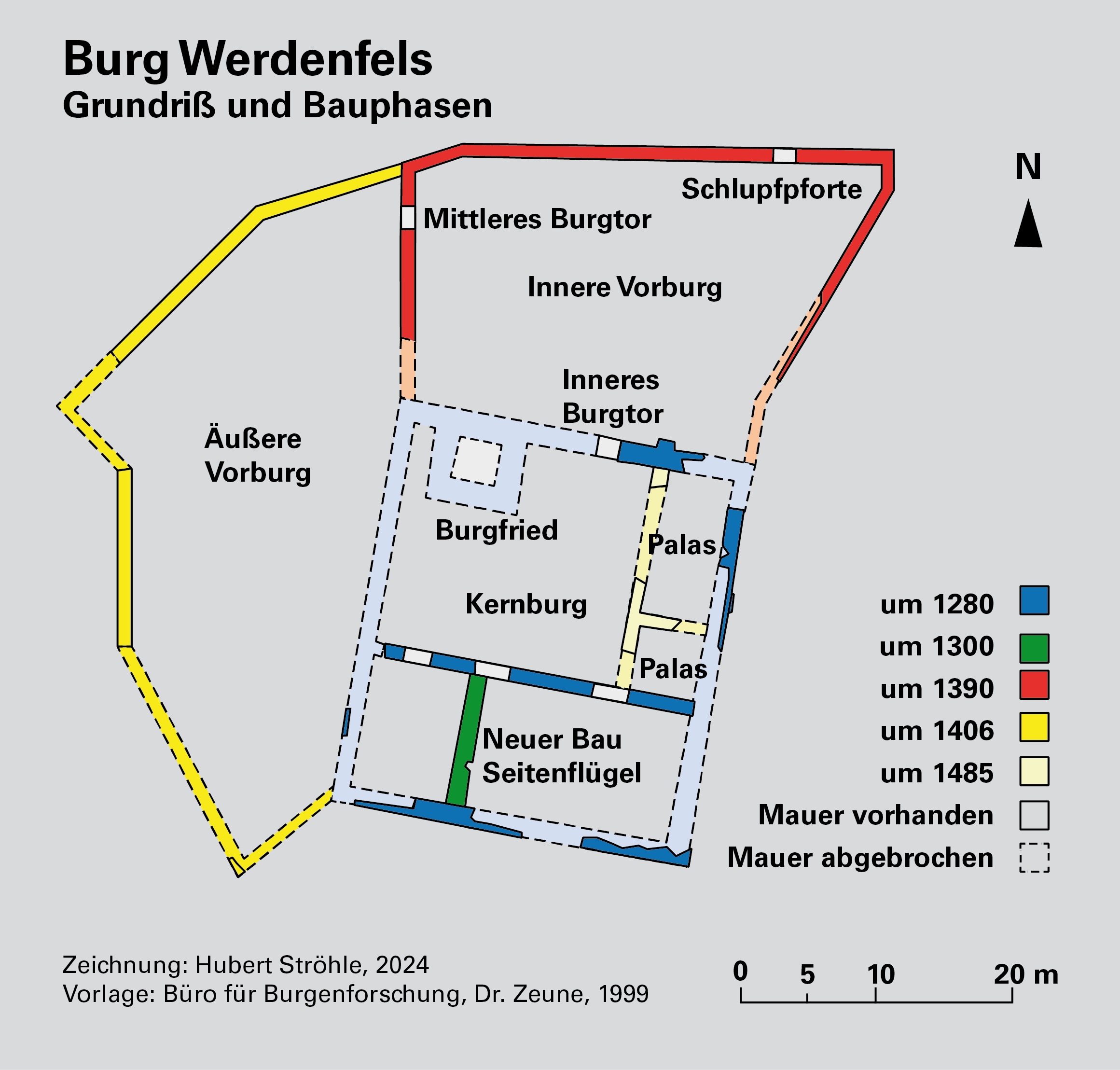
Grundriss der Burganlage Werdenfels mit Bauphasen

Als Baumaterial für die Burg diente der anstehende Kalkstein, den man im „Schlosswald“ oberhalb der Veste brach. Bemerkenswert sind dort auch die Überreste von sechs ringförmigen Kalkbrennereien, die 1997 archäologisch untersucht werden konnten.
Im Süden und Westen schützt ein flacher Halsgraben die Anlage. Der annähernd quadratischen, erhöht liegenden Kernburg (27,6 × 24,8 Meter) sind nördlich und westlich zwei Vorburgen des 14. und 15. Jahrhunderts vorgelagert.
Der Bergfried erhob sich am oder über dem Nordwesteck der Hauptburg, ist aber heute auf einen Schutthügel vollständig abgegangen (Abbruch 1728/30). Der Turm diente im 15./16. Jahrhundert auch als Gefängnis. Besser erhalten haben sich die Nord- und eine Zwischenwand des Palas (24,8 × 11,4 Meter, alle Maßangaben nach Zeune) und das Mauerwerk der beiden Vorburgen mit dem – stark erneuerten – „Mittertor“.
Die teilweise erhaltene Nordwand des Palas wird im Erdgeschoss von drei großen Spitzbogenöffnungen unterbrochen, deren eigentliche Funktion bis heute Rätsel aufgibt.
Die Burg war in ihrer letzten Ausbaustufe wohl eher Verwaltungssitz als Wehrbau und hätte einer ernsthaften Belagerung nicht lange widerstanden. Die Mauerstärken betragen durchschnittlich nur etwa 90 Zentimeter, die Angriffsseite wurde nicht verstärkt oder durch Flankierungstürme geschützt. Der wehrhafteste Bauteil war der hochmittelalterliche Bergfried, der allerdings nur durch einige Ansichten aus dem 17. und 18. Jahrhundert überliefert ist.
Die fehlende Wehrhaftigkeit der Burg Werdenfels bemerkte bereits der Burgenforscher Otto Piper. Er erkannte, dass die Veste „soweit das Mauerwerk noch vorhanden ist, in auffallender Weise Anlagen und Vorkehrungen zu nachhaltiger Verteidigung vermissen lässt“. Er kam bei seinen Untersuchungen schließlich zu dem richtigen Schluss, dass die Ruine „nicht mehr der älteren Burganlage entspricht“.
Der zugehörige Wirtschaftshof lag südlich unterhalb im Tal an Stelle des noch heute erhaltenen Amtshauses (Schwaige Wang).

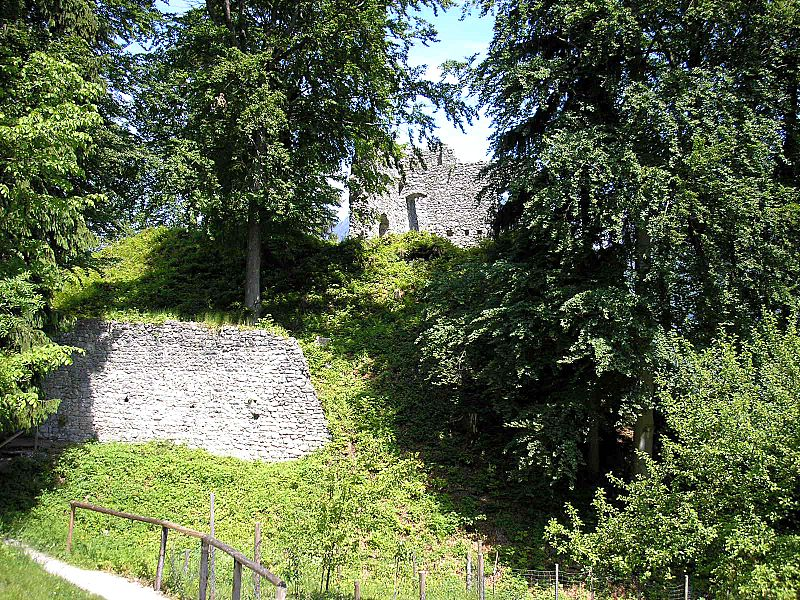
Westseite mit Vorburgmauer und Palas
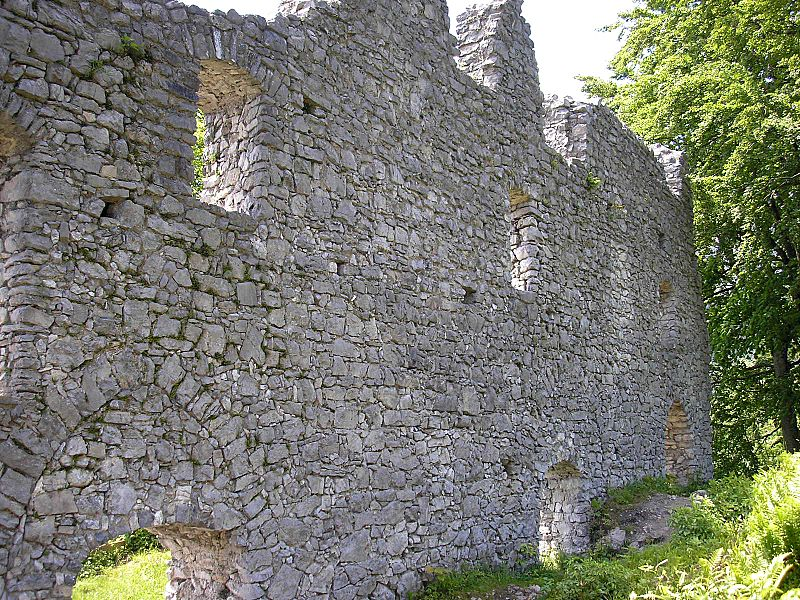
Die Nordwand des Palas

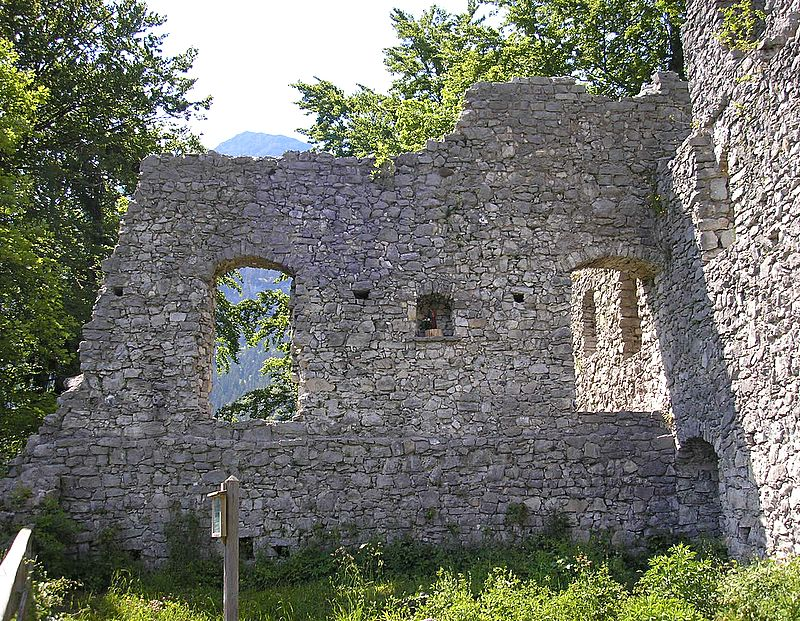
Die Nordwand des Palas
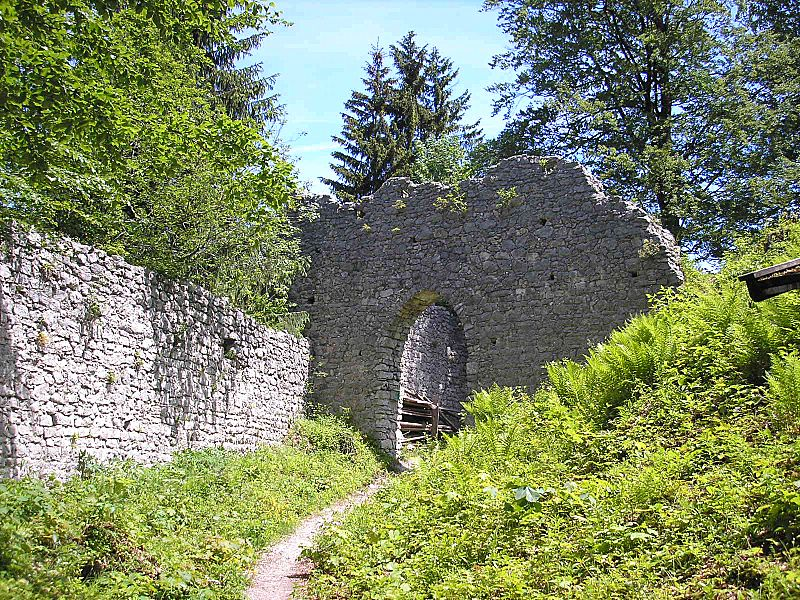
Die erste Vorburg mit dem „Mittertor“